# Atrox
Atrox — норвежский музыкальный коллектив, играющий в основном в стиле авангардный метал. За двадцать лет своей деятельности группа выпустила 5 полноформатных студийных альбома, никогда не повторяясь, всегда ища новые звуковые решения, но в то же время не отступая за рамки намеченного стиля.

## История коллектива
Группа начала выступать под именем Suffocation, но по причине обилия коллективов с подобным названием вынуждена была сменить вывеску на Atrox в 1990 году. Несмотря на то что группа выступала с 1988 года, первый сингл группы Silence the Echoe появился только в 1996 году на итальянском лейбле Danza Ipnotica. Однако, по неизвестным причинам, первый студийный полноформатный альбом Mesmerized увидел свет в 1997 на легендарном норвежском лейбле Head Not Found. Альбом представлял собой интересную смесь из дум-метала, готик-метала, дет-метала с элементами психоделии и два года являлся визитной карточкой группы.
Последующие два альбома Atrox «Contentum» 1999 и «Terrestrials» 2001 были выпущены на французском лейбле Season of Mist. Оба альбома были записаны в студии Tico Tico под непосредственным надзором Ати Кортелайнена. Эти выпуски получили международное внимание и из-за сложности музыки Atrox, а критики балансировали на меже между любовью и ненавистью к коллективу.
Четвёртый студийный альбом с названием «Orgasm» был выпущен в 2003 году на лейбле Code666 и получил лучшие рецензии в истории Atrox. После выхода этой пластинки Atrox приглашали принять участие в норвежских фестивалях рок-музыки Hole in the Sky, а также Southern Discomfort с такими известными исполнителями как Katatonia, Arcturus, Entombed, Danzig, Red Harvest, Madder Mortem, The Haunted и многими другими.
Пятый альбом группы Binocular вышел в 2008 году на Season of Mist.

## Дискография
- 1997 Mesmerised
- 2000 Contentum
- 2002 Terrestrials
- 2003 Orgasm
- 2008 Binocular
- 2017 Monocle

## Участники
- -viNd- — гитара
- Rune Sørgård — гитара, семплирование
- Tor Arne Helgesen — ударные
- Erik Paulsen — бас-гитара
- Rune Folgerø — вокал
- Per Spjøtvold — клавишные, бэк-вокал

### Former
- Ole Marius Larmerud — гитара (2002—2005)
- Моника Эдвардсен — вокал, клавишные (1996—2004)
- Pete Beck — вокал, бас-гитара (2002—2004)
- Daniel Stavsøyen — бас-гитара (2001—2002)
- Tom Wahl — бас-гитара (1999)
- Dag Rune Øyan — гитара (1995—1999)
- Lars Halvard Søndrol — ударные (1994—1999)
- Tommy Sebastian Halseth — бас-гитара (1995—1999)
- Geir Tore Johansen — вокал (1988—1997)
- Svenn Tore Mauseth — бас-гитара (1988—1995)
- Tor-Helge Skei — гитара (1988—1994)
- Tomas Smagersjø — ударные (1993)
- Geir Knarrbakk — ударные (1988—1992)
- Gunder Audun Dragsten — гитара (1988—1990)